# Tony Meola
Tony Meola (teljes nevén Antonio Michael Meola; 1969. február 21.–) visszavonult amerikai labdarúgókapus. Képviselte hazája válogatottját az 1990-es, az 1994-es és a 2002-es világbajnokságon. 1996 és 2006 között az amerikai labdarúgás legfelsőbb osztályában, a Major League Soccer-ben játszott. Meola jelenleg a SiriusXM rádió műsorvezetője.

## Fiatalkora
Meola a New Jersey állambeli Belleville-ben született, viszont már Kearnyben nőtt fel. A Kearny High School labdarúgója volt. A játék szeretetét édesapjától, Vincenzótól örökölte, aki az olasz másodosztályú Avellino-ban játszott, mielőtt az Egyesült Államokba emigrált. 1985-ben kapusként és 1986-ban csatárként is All-State válogatott lett. Középiskolai pályafutása során 41 mérkőzésen nem kapott gólt, viszont negyvenkettőt szerzett.

## Egyetemi évek
Meola a Virginiai egyetemre jelentkezett egy futball és kosárlabda orientáltságú osztályba. Itt a későbbi szövetségi kapitány, Bruce Arena edzősködése alatt játszott. Amíg itt játszott, elkezdett nemzetközi hírnevet szerezni magának. 1987 októberében bekerült az amerikai U20-as válogatottba, és játszott az 1987-es ifi VB-n is.Az egyetemi évei alatt megnyerte többek között a Herman-kupát 1988-ban, valamint a MAC-díjat 1989-ben.

## Anglia
Meola bekerült a felnőtt válogatottba az 1990-es labdarúgó-világbajnokság előtt. A vb-t követően kölcsönszerződést írt alá a brit Brighton & Hove Albion FC csapatával, ahol 11 meccset játszott, ám ezek közül csak kettő volt bajnoki. Az első lehetősége akkor adódott, amikor a csapat sérült kapusa helyett kellett beugrania, és rögtön a mérkőzés legjobbjának választották. 1990. szeptember 14-én a Watfordhoz igazolt. Később vissza kellett térnie az USA-ba, mert nem tudta meghosszabbítani munkavállalási engedélyét.

## Vissza az Államokba
1991-ben Meola a Fort Lauderdale Stikers csapatában játszott az Amerikai Profi Labdarúgó Ligában (American Professional Soccer League). 1994. december 14-én, a holtszezonban Meola aláírt a Buffalo Blizzard csapatához. Ő lett a csapat első számú kapusa, de 1995. január 31- én a Broadway-n egy főszerepet játszott. Ezután még öt meccset játszott, mielőtt elhagyta a csapatot.
1995 februárjában Meola a Long Island Rough Riders csapatához csatlakozott. Ez a csapat lett a bajnok az USISL-ligában 1995-ben.

## Major League Soccer
A liga kialakulásakor Meola már a NY/NJ Metrostars csapatának tagja volt. Itt 1996 és 1998 között játszott, szinte az összes meccsen kezdőként. De mielőtt a liga elindult volna, Meola az olasz AC Parma-nál vett részt egy 3 hetes próbajátékon. Tony talán ekkor volt pályája csúcsán, sőt az 1995-96-os szezonban felállított egy rekordot is, ugyanis a szezonban kilenc meccsen sem kapott gólt.De ennek ellenére sem nyerte meg az MLS Év Kapusa díjat, ugyanis ezt Mark Dodd-hoz került.
Meola 1999- ben a Kansas City Wizards- hoz ment (ahol például Alexi Lalas is játszott akkoriban), de az első szezonjának nagy része elszállt egy sérülés miatt. 2000-ben azonban egy fantasztikus szezont produkált. Ekkor ő lett a bajnokság MVP-je (legértékesebb játékos, a Most Valuable Player szavak rövidítéséből), az év kapusa, és az MLS Cup MVP- je is. Megdöntötte a liga egy rekordját (amit addig is ő tartott), 16 olyan mérkõzést játszott amikot nem kapott gólt.
Meola 2004-ig játszott a Wizards-nál, amikor is egy sérülés miatt kikerült a csapatból. A NY/NJ Metrostars-nál tért vissza 2005 júniusában. Meolát beválasztották minden idők 11 legjobb MLS-játékosa közé a szezon után. A 2006-os szezont követően a New York Red Bulls csapatához ment. Az utolsó éveiben, amikor az MLS-ben játszott, ragasztották rá a "Fat Tony"(Kövér Tony) becenevet, méretei, alkata és étkezési szokásai miatt.

## Válogatott
Meola 1988. június 10-én mutatkozott be a válogatottban, Ecuador ellen. Tony következő meccse 1989. június 4-én, Peru ellen következett, a Marlboro Kupán, amit a válogatott meg is nyert. A nyár végén a válogatott egy olasz túrán vett részt, ahol jó néhány Serie A-s csapat ellen játszottak. Az edző, Bob Gansler itt döntötte el, hogy David Vanole ellenében Meola lesz az 1990-es vb-n az első számú kapus. Innentől Meola játszott az összes vb-selejtezőn. Meola védett az 1990-es vb minden percében, ameddig az amerikaiak eljutottak.
Meola maradt a kapus az 1994-es hazai rendezésű vb-ig is, valamint a vb-n is ő védett, ahol a második körben Brazília ellen estek ki. Az akkori edző, Bora Milutinović valamilyen oknál fogva további kapitánykodása alatt nem hívta be őt a válogatottba. Meola legközelebb 1999-ben került be a válogatott keretébe, ám akkortájt 2 kapus is előtte volt a rangsorban, Kasey Keller és Brad Friedel, tehát már nem lehetett első számú kapus, mint volt az 1990-es évek elején. Meola ugyan kiutazott a csapattal a 2002-es világbajnokságra, de ott már csak 3. számú kapus volt Brad Friedel és Kasey Keller mögött. Tony 2006-ban játszotta 100. válogatott mérkőzését, afféle ajándékként.